# Sporolithaceae
Famille

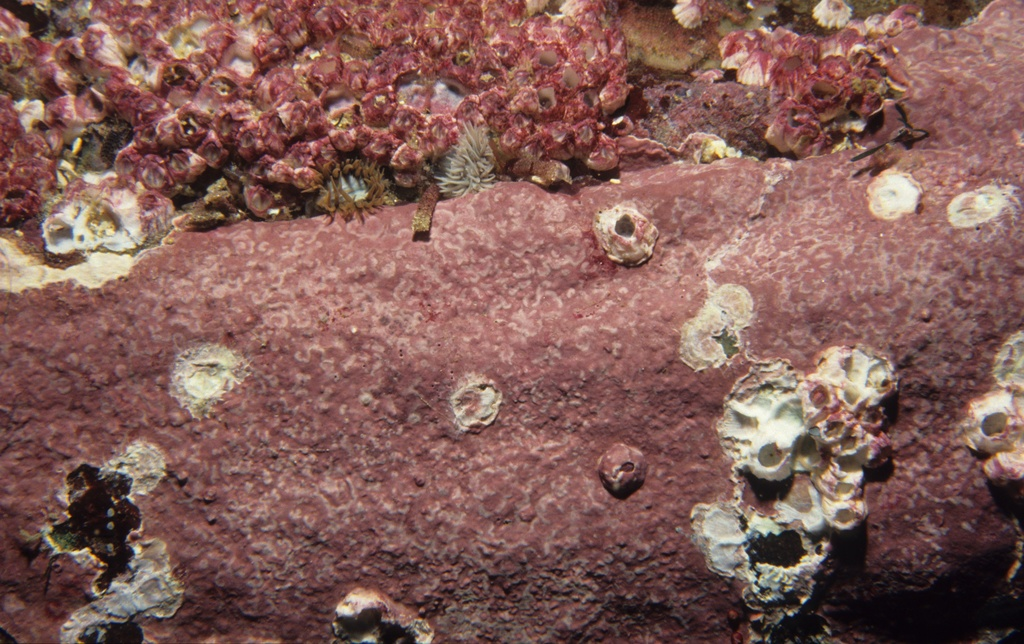
Heydrichia groeneri

Les Sporolithaceae sont une famille d'algues rouges de l'ordre des Sporolithales.

## Étymologie
Le nom vient du genre type Sporolithon, composé du préfixe spor-, « semence, graine », et du suffixe -lith, pierre.

## Liste des genres
Selon NCBI (6 janvier 2022) :
- Heydrichia R.A.Townsend, Y.M.Chamberlain & Keats, 1994
- Sporolithon (en) Heydrich, 1897